# Isabel de Croÿ
Isabel Edviges Francisca Natália de Croÿ (em alemão: Isabella Hedwig Franziska Natalie von Croÿ) (Dülmen, 27 de fevereiro de 1856 - Budapeste, 5 de setembro de 1931), foi arquiduquesa da Áustria e duquesa de Teschen.